# Klaudia Schanna Botschar
Klaudia Schanna Botschar (russisch Клаудиа Жанна Бочар, wiss. Transliteration Klaudia Žanna Bočar; * 7. Februar 1980 in Warschau, Polen) ist eine russische Schauspielerin.

## Leben
Botschar wurde am 7. Februar 1980 in Warschau geboren. Sie studierte an der Theaterakademie in Breslau. 2004 absolvierte sie die Schauspielabteilung des Tschechow-Kunsttheaters Moskau. Während ihrer Ausbildung wirkte sie in ersten Bühnenstücken mit. Nach ihrem Abschluss schloss sie sich dem Ensemble des Roman-Wiktjuk-Theaters an. Sie debütierte zu Beginn des 20. Jahrhunderts als Fernseh- und Filmschauspielerin. 2019 übernahm sie im Horrorfilm Queen of Spades – Through the Looking Glass die Doppelrolle der Pik-Dame/Gräfin Obolenskaya.

## Filmografie (Auswahl)
- 2003: Pokhititeli knig (Похитители книг)
- 2006: The Funeral Party (Niotkuda s lyubovyu, ili Vesyolye pokhorony/Ниоткуда с любовью, или Веселые похороны)
- 2010: The Crime Will Be Solved (Prestuplenie budet raskryto/Преступление будет раскрыто) (Fernsehserie, Episode 2x37)
- 2016: Detective Anna (Anna-detektiv/Анна-детективъ) (Fernsehserie, Episode 1x18)
- 2019: Queen of Spades – Through the Looking Glass (Pikovaya dama. Zazerkale/Пиковая дама: Зазеркалье)
- 2019: Evil Boy (Tvar/Тварь)